# Stylapterus ericifolius
Stylapterus ericifolius är en tvåhjärtbladig växtart som först beskrevs av Adrien Henri Laurent de Jussieu, och fick sitt nu gällande namn av R. Dahlgr.. Stylapterus ericifolius ingår i släktet Stylapterus och familjen Penaeaceae. Inga underarter finns listade i Catalogue of Life.